# Mujahid al-Amiri
Mujahid al-Amiri, o también Abu-'l Jaysh Muyahid ibn Abd Allah al-Amiri, de apellido al-Muwaffak (nacido en Denia, c. años 960, fallecido en Annaba, 1045), fue el gobernante de la taifa de Denia desde finales de 1014 hasta su muerte. Con la excepción de su temprana y desastrosa invasión de la isla de Cerdeña, su reinado fue mayormente pacífico. Su corte se convirtió en un centro de erudición y producción literaria y él mismo escribió un libro sobre poesía y métrica árabe, desaparecido en la actualidad.

## Orígenes
Mujāhid era un saqaliba, un esclavo de origen eslavo. Su patronímico, Ibn ʿAbd Allāh, no se refiere a su padre real. Su madre era una cristiana capturada. Fue comprado y convertido al Islam por el háyib Almanzor, quien también lo educó. Pudo haber sido gobernador de Dénia con los hijos de Almanzor después del año 1002, año en que murió el caudillo suní. Tras la muerte del segundo hijo de éste, Abderramán Sanchuelo, en marzo de 1009, tomó el control de la taifa de Denia. En unos pocos años había creado su propio califa títere rival, al-Muʿayṭī.

## Expediciones a Cerdeña
En el año 1015, lanzó una expedición para conquistar la isla de Cerdeña en nombre del califa al-Muʿayṭī. Desembarcó con 120 barcos y ocupó la llanura costera del sur, pero fue derrotado por fuerzas pisanas y genoveses de Italia. Al año siguiente regresó con una gran fuerza de caballería, derrotó al ejército del gobernante de Cagliari y fortificó la zona conquistada. Incluso envió una fuerza para atacar a Ortonovo, en la costa italiana. El cronista y obispo alemán Tietmaro de Merseburgo escribió que envió un saco de castañas al papa Benedicto VIII para ilustrar el número de soldados musulmanes que desataría contra la cristiandad, y que el sumo pontífice le remitió de vuelta un saco de mijo que representaba el número de soldados cristianos que los recibirían.
En mayo de 1016, los italianos regresaron a Cerdeña. Mujāhid, enfrentándose a un motín entre sus hombres, huyó por mar. Su flota fue devastada por una tormenta y los barcos restantes fueron capturados por las flotas pisana y genovesa. Su madre y su hijo y eventual sucesor fueron capturados, pero Mujahid regresó a Denia.
Durante la ausencia de Mujahid en Cerdeña y probablemente informado de sus dificultades, al-Muʿayṭī intentó apoderarse de la autoridad real en Denia para sí mismo. Tras su regreso, Mujahid envió al califa al exilio en África.

## Gobierno de la taifa
El gobierno de Mujahid en Denia tras la destitución de su títere no está bien documentado. Inusualmente, algunas monedas de sus períodos inicial y final han sobrevivido y conservado en la actualidad. Sólo los años 406 (1015–16) y 435 (1043–44) al principio y al final de su reinado están atestiguados en las monedas fechadas que se conservan. No así del resto del período, en un impase que abarca entre los años 1016-1017 y 1042-1043.
En 1020 se convirtió en cogobernante de la taifa de Valencia junto a Labib de Tortosa. Este arreglo sólo duró unos meses, cuando Labib se vio obligado a abandonar Valencia y regresar a Tortosa. Poco después de esto, Mujahid fue reemplazado por Abd al-Aziz ibn Ámir, nieto de Almanzor, como gobernante de Valencia.
En 1033, Abú al-Qásim, gobernante de la taifa de Sevilla, ya con el poder establecido, se otorgó la apariencia de un título legítimo protegiendo a un polémico personaje que afirmaba ser el califa Hisham II, oficiosamente fallecido en abril del 1013. Mujahid aceptó la autoridad nominal del falso Hishām II, probablemente como parte de una serie de alianzas matrimoniales con la dinastía abadí que gobernaba Sevilla.
La paz de su reinado se rompió solo hacia el final de su vida, cuando ocupó temporalmente Murcia y también se preocupó por una disputa con su hijo menor, Ḥasan. Le sucedió su hijo Alī, antaño preso en Italia, que siguió haciendo de la corte de Denia un centro de cultura.
En 1044, fue atacado en la ciudad de Bona, en el norte de África, por una fuerza conjunta de pisanos y sardos, y fue encontrado por un sardo después de la victoria y luego decapitado, para gran alegría de la cristiandad, por el fin de un corsario autor de tantas incursiones, en detrimento de los cristianos.

## Patronazgo
Mujahid fue un mecenas de los estudios teológicos y literarios, especialmente de qiraat (recitación) del Corán. Su interés en esta última práctica puede haber derivado de su nombre, ya que uno de los estudiantes más influyentes de qiraat fue Abu Bakr Ibn Mujahid (fallecido en 936).
Se sabe que Ibn Gharsiya e Ibn Burd al-Aṣghar compusieron obras en la corte de Mujahid. Allí se escribió la famosa risala (tratado) de Ibn Gharsiya sobre las shuʿūbiyya (naciones no árabes), que criticaba la ascendencia árabe en España y alababa a los no árabes, como los bereberes y los eslavos. Ibn Burd dedicó también una risala a su promotor y compuso otras obras bajo el patrocinio de la taifa de Denia.Risālat al-Sayf wa ʾl-ḳalam a Mujāhid y se sabe que compuso otras obras en Denia y en otros lugares bajo el patrocinio de Mujahid. También se sabe que el erudito Ibn Hazm y el jurista Yusuf ibn 'Abd al-Barr pasaron tiempo en su corte.